# Lionfish
Die USS Lionfish (SS/AGSS-298) ist ein U-Boot der Balao-Klasse. Es wurde von der Pazifikflotte der US Navy während des Zweiten Weltkrieges im Pazifik gegen Japan eingesetzt. Das Boot ist das einzige Schiff der US Navy, welches den Namen Lionfish trug. Der Name ist die englische Bezeichnung für Feuerfische (Pteroinae) aus der Familie der Skorpionfische (Scorpaenidae).

## Technik und Bewaffnung
Die Lionfish war ein dieselelektrisches Patrouillen-U-Boot der Balao-Klasse. Die Boote der Balao-Klasse wurden gegenüber jenen der vorhergehenden Gato-Klasse nur geringfügig verbessert und waren wie jene für lange offensive Patrouillenfahrten im Pazifik ausgelegt. Insbesondere die Tauchtiefe wurde, basierend auf den Erfahrungen des Krieges gegen Japan, vergrößert und die Aufteilung des Innenraums verbessert. Äußerlich und in ihren Dimensionen glichen sich die Boote beider Klassen weitgehend.

### Technik
Die USS Lionfish war 95 Meter lang und 8,3 Meter breit. Ihr Tiefgang betrug maximal 5,1 Meter. Aufgetaucht verdrängte sie 1526 ts, getaucht 2424 ts. Der Antrieb erfolgte durch vier 9-Zylinder-Diesel-Gegenkolbenmotoren von Fairbanks-Morse, Model 38D8-1/8, die eine Leistung von jeweils 1000 kW erbrachten. Unter Wasser wurde das U-Boot durch vier Elektromotoren mit insgesamt 2740 PS angetrieben, die ihre Energie aus zwei 126-zelligen Akkumulatoren bezogen. Die Motoren gaben ihre Leistung über ein Getriebe an zwei Wellen mit je einer Schraube ab. Die Geschwindigkeit betrug aufgetaucht maximal 20,25 Knoten, getaucht schaffte die Lionfish noch 8,75 Knoten. Die maximal mögliche Tauchzeit betrug 48 Stunden, die Konstruktionstauchtiefe lag bei etwa 120 Metern. In den Treibstofftanks konnten 440 Kubikmeter Dieselkraftstoff gebunkert werden, damit hatte das Boot einen Fahrbereich von 11.000 Seemeilen bei 10 Knoten.

### Bewaffnung
Die Hauptbewaffnung der USS Lionfish bestand aus zehn 533-mm-Torpedorohren, sechs im Bug, vier achtern, für die sich 24 Torpedos an Bord befanden. Hinter dem Turm war ein 5-Zoll-Deckgeschütz montiert. Auf dem Wintergarten waren eine 20-mm-Oerlikon-Maschinenkanone (hinten) und eine 40-mm-FlaK (vorne) untergebracht. Zusätzlich konnten zwei bzw. vier 12,7-mm-Maschinengewehre bei Bedarf an diversen Positionen des Bootes montiert und nach Gebrauch wieder im U-Boot verstaut werden. Ob diese auf der Lionfish tatsächlich mitgeführt wurden, ist nicht zweifelsfrei belegt. Die Einsatz-Protokolle erwähnen die MG nicht, sehr wohl aber die 20-mm- und 40-mm-Geschütze. Zur Ortung feindlicher Schiffe verfügte die Lionfish über ein JK/QC- und ein QB-Sonar unter dem Bug, an Deck waren JP-Hydrophone installiert. Am ausfahrbaren Elektronikmast war ein SD-Radar mit 20 Seemeilen Aufklärungsreichweite zur Ortung feindlicher Flugzeuge angebracht, zusätzlich verfügte das U-Boot über ein SJ-Oberflächensuchradar mit etwa zwölf Seemeilen Reichweite zur Ortung von Seezielen. Im getauchten Zustand konnte über das am Periskop angebrachte ST-Radar mit acht Seemeilen Reichweite ebenfalls eine Ortung feindlicher Schiffe erfolgen.

## Einsatzgeschichte
Der Rumpf mit der Nummer SS-298 wurde am 15. Dezember 1942 auf Kiel gelegt. Stapellauf und Taufe auf den Namen USS Lionfish erfolgten am 7. November 1943. Taufpatin des U-Bootes war Mrs. Harold C. Train. Am 1. November 1944 erfolgte die Indienststellung des neuen U-Bootes. Erster Kommandant der Lionfish war Lieutenant Commander Edward D. Spruance, dessen Vater Admiral Raymond A. Spruance war, der maßgeblich zu den Siegen der US Navy in der Schlacht um Midway sowie in der Schlacht in der Philippinensee beigetragen hatte.

### Zweiter Weltkrieg
Nach der Indienststellung absolvierte die Lionfish die Seeerprobung und erste Trainingsfahrten vor der Küste von Neuengland, bevor sie Anfang 1945 (8. Januar – 15. Februar) via Key West und Panama in den Pazifik verlegte.

#### Erste Feindfahrt (19. März – 22. Mai 1945)
Die Lionfish brach am 19. März 1945 mit einer noch weitgehend unerfahrenen Besatzung von Pearl Harbor aus auf, zunächst mit Kurs auf Saipan. Von dort begann sie nach dem Auffrischen der Vorräte und Treibstoffergänzung am 1. April den eigentlichen Einsatz. Am 11. April sichtete man beim Versuch, nahe der Tokara-Inseln in das Ostchinesische Meer einzudringen, zwei von einem japanischen U-Boot abgeschossene Torpedos auf die Lionfish zulaufen. Durch Wechseln auf einen Kurs parallel zu den sich nähernden Torpedos wich das U-Boot diesen aus. Am 1. Mai kam es, von dem Beschuss feindlicher Minen (9. Mai) abgesehen, zum einzigen erfolgreichen Waffeneinsatz während der Feindfahrt, bei dem ein mit Holz beladener Schoner (100 ts) in Brand geschossen und versenkt wurde. Die Feindfahrt verlief ansonsten weitestgehend erfolglos, wobei das U-Boot vielfach vor sich nähernden Flugzeugen abtauchen oder japanischen Kriegsschiffen ausweichen musste. Außerdem wurde die Patrouille mehrfach unterbrochen, um als Rettungsschiff für alliierte Luftangriffe (unter anderem auf Shanghai) Station zu beziehen. Die USS Ray (SS-271) tat dies ebenfalls und rettete dabei zehn Besatzungsmitglieder einer abgestürzten B-29 Superfortress. Bei einem Treffen der beiden U-Boote auf hoher See am 9. Mai übernahm Lionfish die Geretteten, darunter drei Verwundete, von der Ray. Nach einem weiteren Kurzeinsatz als Rettungsschiff nahm Lionfish schließlich Kurs auf Saipan, wo sie am 15. Mai eintraf, die zehn geretteten Flieger von Bord gab und betankt wurde, bevor sie zur Weiterfahrt nach Midway auslief. Auf Midway endete die Feindfahrt am 22. Mai.
Im Anschluss an die erste Feindfahrt ging am 5. Juni 1945 die Befehlsgewalt über die Lionfish von Lieutenant Commander Spruance auf Commander Bricker McDowell Ganyard über.

#### Zweite Feindfahrt (20. Juni 1945 – 22. August 1945)
Am 2. Juli verließ die Lionfish den Stützpunkt auf Midway zur zweiten Feindfahrt, die sie in das Seegebiet südlich der japanischen Hauptinseln führte. Dabei bezog sie mehrfach Position, um Luftangriffe auf Japan abzusichern und bei Bedarf abgestürzte Piloten aus dem Meer zu retten. Nennenswerte Ereignisse waren neben dem gelegentlichen Abtauchen vor Flugzeugen und kleineren Kriegsschiffen selten. Lionfish griff dreimal gesichtete japanische U-Boote mit Torpedos an. Eines davon beanspruchte die Besatzung der Lionfish als Versenkung. Die Versenkung konnte jedoch nach dem Krieg nicht bestätigt werden.
Mit dem Ende der Feindseligkeiten nach der Kapitulation Japans trat die Lionfish den Rückmarsch an und beendete am 22. August 1945 ihre zweite und letzte Feindfahrt im Zweiten Weltkrieg. Sie fuhr weiter nach San Francisco und wurde schließlich am 16. Januar 1946 außer Dienst gestellt und der Reserveflotte in Mare Island übergeben.

### Nachkriegszeit und Kalter Krieg
Aufgrund des Koreakriegs befahl die US Navy die Reaktivierung vieler in Reserve befindlicher U-Boote. Auch die Lionfish wurde am 31. Januar 1951 wieder in den aktiven Dienst in der US Navy überführt und an die Ostküste der Vereinigten Staaten verlegt. Dort unternahm sie überwiegend Ausbildungsfahrten. Diese wurden unterbrochen durch eine Teilnahme an einem NATO-Manöver und eine Reise ins Mittelmeer. Schließlich wurde das Boot am 15. Dezember 1953 erneut außer Dienst gestellt und der Reserveflotte in der Boston Navy Yard übergeben.
Im Jahre 1960 wurde das Boot erneut in Dienst gestellt, um fortan bis zu seiner endgültigen Außerdienststellung als Ausbildungsschiff im Hafen von Providence, Rhode Island, Dienst zu tun.

## Museumsschiff
1971 wurde die Lionfish endgültig aus dem Flottenregister gestrichen. Im Jahre 1973 wurde sie als Museumsschiff als Teil des Marinemuseums Battleship Cove in Fall River, Massachusetts für Besucher geöffnet und dient dort bis heute als Museumsschiff. Das Boot wurde am 14. Januar 1986 als National Historic Landmark in das National Register of Historic Places aufgenommen.

## Trivia
Die Lionfish ist auf der Verpackung des 2007 erschienenen Ubisoft-Computerspiels Silent Hunter 4: Wolves of the Pacific abgebildet.